# The Eleven O’Clock
The Eleven O’Clock é um filme de drama em curta-metragem estadunidense de 2016 dirigido e escrito por Derin Seale e Josh Lawson. A obra foi indicada ao Oscar de melhor curta-metragem em live action na edição de 2018.

## Elenco
- Josh Lawson - Terry Phillips
- Damon Herriman - Nathan Klein
- Eliza Logan
- Alyssa McClelland
- Jessica Wren